# Kacou Houadja Léon Adom

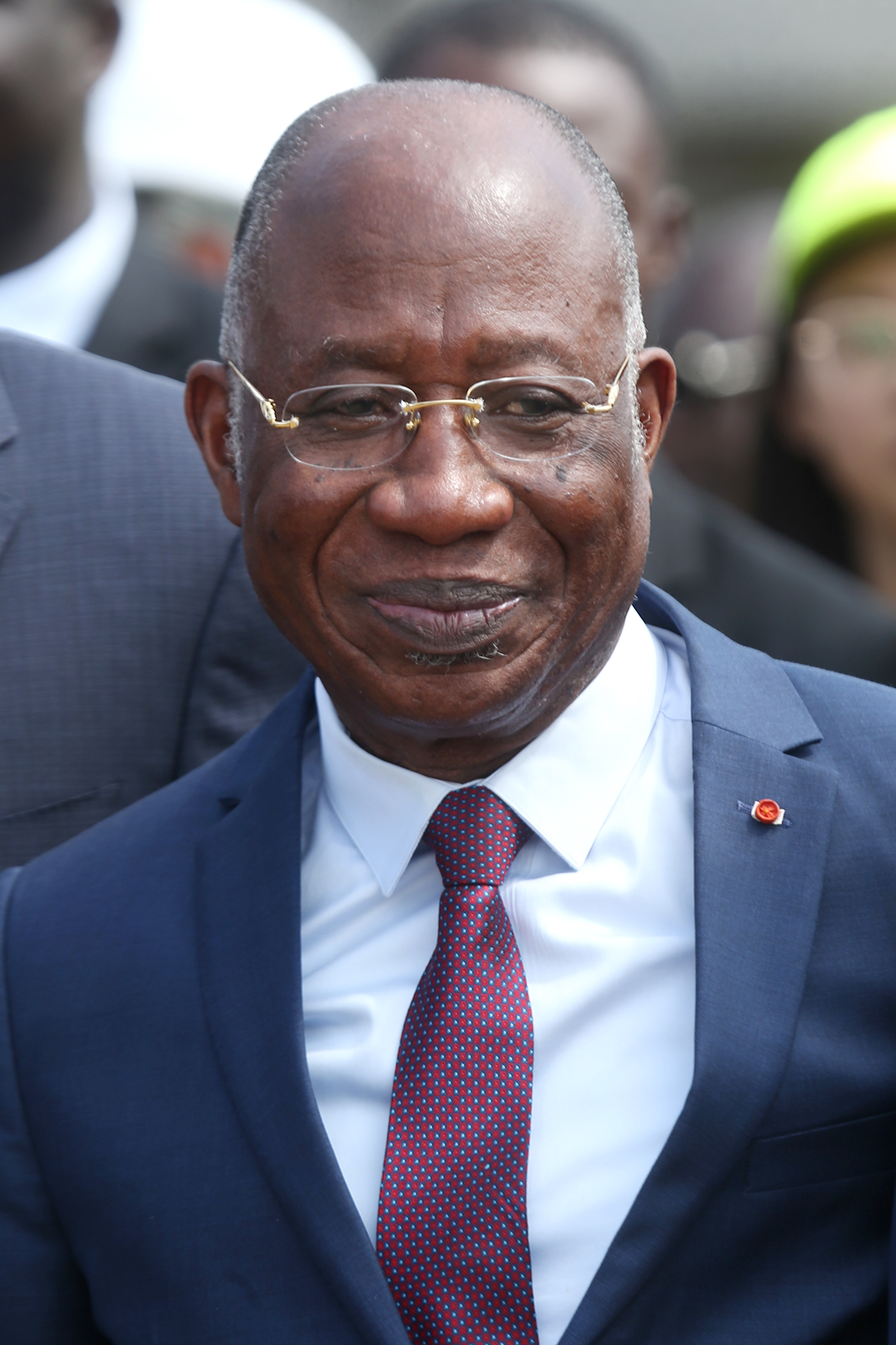
Kacou Houadja Léon Adom, 2024

Kacou Houadja Léon Adom (* 16. April 1950 in Abengourou) ist ein Diplomat der Elfenbeinküste.

## Leben
Von 1977 bis 1984 war er als Berater an der Botschaft der Elfenbeinküste in Tokio in Japan tätig. 1984 kehrte er in die Elfenbeinküste zurück und arbeitete bis 1986 als stellvertretender Leiter der Personalabteilung bei der Leitung der Finanzverwaltung im Außenministerium der Elfenbeinküste in Abidjan. Es folgte bis 1990 ein Einsatz als Stabschef im Ministerium für Grundschulbildung.
1991 wurde er bis 1993 Direktor der Finanzverwaltung des Außenministeriums im Rang eines Botschafters. Zugleich war er Inspektor für diplomatische und konsularische Vertretungen. Die Funktion als Inspektor hatte er noch bis 1996 inne. Von 1995 bis 1996 war er außerdem amtierender Direktor des Departments für Amerika und Ozeanien des Außenministeriums.
Von 1997 bis 2005 war er Botschafter der Elfenbeinküste in Israel und ab 1998 auch in der Türkei mit Dienstsitz in Tel Aviv. Im März 2006 wurde er Kabinettsdirektor im Außenministerium der Elfenbeinküste in Abidjan. Es folgte dann ab April 2008 ein Einsatz als Botschafter in Deutschland mit Dienstsitz in Berlin. Nebenakkreditiert war er als Botschafter auch in Polen, Rumänien, Tschechien und Ungarn.
Im September 2017 wurde er Generalsekretär des Außenministeriums der Elfenbeinküste, bevor er im Juni 2018 Ständiger Vertreter seines Landes bei den Vereinten Nationen wurde.

## Ausbildung
An der Universität Abidjan erwarb er einen Masterabschluss in Englisch. An der Nationalen Schule für Verwaltung in Abidjan studierte er im Hauptfach Diplomatie. Weitere Abschlüsse erlangte er am International Institute of Public Administration in Paris, dem Centre for International Studies der Universität Tokio und der Public School of National Administration in Québec.
Praktische Ausbildungsaufenthalte führten ihn in das französische Außenministerium, die OECD und die UNESCO in Paris, sowie die französischen Botschaften in Wellington in Neuseeland und in Canberra in Australien.

## Persönliches
Kacou Houadja Léon Adom ist verheiratet und Vater dreier Kinder. Er spricht Englisch, Französisch, Japanisch und Spanisch.